# Чемпионат мира по стрельбе из лука 1932
2-й чемпионат мира по стрельбе из лука прошёл в Варшаве (Польша) в августе 1932 года и был организован Всемирной федерацией стрельбы из лука (FITA).

## Медалисты

### Классический лук
| Дисциплина            | Золото     | Серебро            | Бронза                    |
| Индивидуальный турнир | Лаурен Рет | Збигниев Косинский | Янина Курковская-Спыхаева |
| Командный турнир      | Польша     | Польша             | Франция                   |

## Медальный зачёт
| Место | Страна  | Золото | Серебро | Бронза | Всего |
| ----- | ------- | ------ | ------- | ------ | ----- |
| 1     | Польша  | 1      | 2       | 1      | 4     |
| 2     | Бельгия | 1      | -       | -      | 1     |
| 3     | Франция | -      | -       | 1      | 1     |